# Sedum daigremontianum
Sedum daigremontianum är en fetbladsväxtart som beskrevs av R.-hamet. Sedum daigremontianum ingår i Fetknoppssläktet som ingår i familjen fetbladsväxter. Utöver nominatformen finns också underarten S. d. macrosepalum.